# Distale falanx

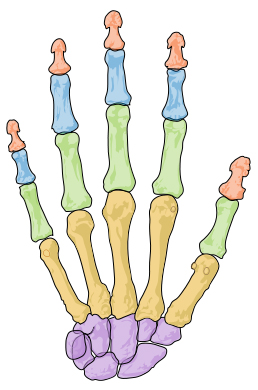
De anatomische indeling van de menselijke hand:
distale falanx
middelste falanx
proximale falanx
middenhandsbeentjes
handwortelbeentjes

De distale falangen (enkelvoud distale falanx), phalanges distales, phalanges tertiae, eindfalangen of eindkootjes zijn botten die in het skelet van de meeste gewervelde dieren worden gevonden. Het zijn de vinger- of teenkootjes die het verst van de romp afliggen.
Bij de mens zijn ze kegelvormig en vormen ze de aanhechting van de lange vinger- en teenstrekkers (musculus extensor digitorum) en de musculus flexor digitorum profundus. De distale falangen worden door mensen gebruikt om knoppen in te drukken en voorwerpen vast te houden. Van de huid aan de palmzijde van de vingertoppen kan men vingerafdrukken vastleggen.

## Bij dieren
Bij dieren zijn de phalanges distales opgenomen in bijvoorbeeld de vinnen van walvissen en de vleugels van vogels.
Vaak zitten er klauwen of nagels op de top; teengangers zoals katten en honden lopen erop; hoefdieren lopen op de hoeven die eraan groeien. Bij vleeseters noemt men de phalanx distalis ook het os unguiculare of het os unguiculae, afgeleid van unguiculus, vingernagel. Bij hoefdieren wordt er ook gesproken van het hoefbeen, het os ungulare of het os ungulae, afgeleid van ungula, hoef.